# Pulvinaria neocellulosa
Pulvinaria neocellulosa är en insektsart som beskrevs av Takahashi 1940. Pulvinaria neocellulosa ingår i släktet Pulvinaria och familjen skålsköldlöss.
Artens utbredningsområde är Taiwan. Inga underarter finns listade i Catalogue of Life.